# NGC 3274
NGC 3274 (również PGC 31122 lub UGC 5721) – galaktyka spiralna z poprzeczką (SBcd), znajdująca się w gwiazdozbiorze Lwa. Odkrył ją William Herschel 11 kwietnia 1785 roku.